# Korpus Inżynierów Królestwa Kongresowego
Korpus Inżynierów Królestwa Polskiego – naczelne dowództwo inżynierów Królestwa Polskiego, zorganizowane po wybuchu powstania listopadowego.
Na guzikach żołnierzy korpusu znajdowała się armatura, czyli skrzyżowane armaty pod płonącym granatem.
Dowódca korpusu: gen. dyw. Jan Chrzciciel de Grandville Malletski (do 7 września 1831).
Podległe jednostki:
- Batalion Saperów Królestwa Kongresowego
- Półbatalion Inżynierów Królestwa Kongresowego